# Pesci d'oro e bikini d'argento
Pour plus de détails, voir Fiche technique et Distribution.
Pesci d'oro e bikini d'argento est un film italien réalisé par Carlo Veo, sorti en 1961.

## Fiche technique
- Titre : Pesci d'oro e bikini d'argento
- Réalisation : Carlo Veo
- Scénario : Carlo Veo et Ernesto Gastaldi
- Photographie : Aldo Greci
- Montage : Jolanda Benvenuti (it)
- Musique : Francesco De Masi
- Pays d'origine : Italie
- Format : 2,35:1 - Mono
- Genre : comédie
- Durée : 95 minutes
- Date de sortie : 1961

## Distribution
- Gianni Agus : Nanni
- Maria Grazia Buccella : Marcella Bordoni
- Anna Campori : Signora Stucchetti
- Mario Carotenuto : Orazio Maria Stucchetti
- Rossella Como : Gabriella
- Carlo Croccolo : lui-même
- Tony Cucchiara (it) : lui-même
- Pietro De Vico : Antonio
- Peppino di Capri : lui-même
- Nico Fidenco : lui-même
- Luigi Giuliani : Fidanzato di Marisa
- Little Tony : lui-même
- Vicky Ludovisi (it) : Marisa
- Dante Maggio : Gennaro Esposito
- Rosita Pisano : Ofelia
- Franca Tamantini : Présentatrice
- Fanfulla : Voleur
- Carlo Taranto : Voleur
- Nino Taranto : Vincenzo
- Toni Ucci : ouvrier
- Enrico Viarisio : Cardelli
- Tiberio Murgia